# Dynamite from Nightmareland
Dynamite from Nightmareland álbum debut de la banda de hard rock estadounidense Kill for Thrills, lanzado en el año de 1990, bajo el sello discográfico MCA Records. La banda se separó pocos meses después del lanzamiento del álbum.

## Lista de canciones
| N.º | Título                        | Escritor(es)                   | Duración |  |
| 1.  | «Motorcycle Cowboys»          | Clarke                         | 3:46     |  |
| 2.  | «Commercial Suicide»          | Clarke                         | 5:14     |  |
| 3.  | «Brother's Eyes»              | Clarke, Muscat, Nesmith, Scott | 5:08     |  |
| 4.  | «Paisley Killers»             | Clarke, Muscat, Nesmith, Scott | 4:24     |  |
| 5.  | «Something for the Suffering» | Clarke, Muscat, Nesmith, Scott | 4:46     |  |
| 6.  | «Rockets»                     | Clarke                         | 4:14     |  |
| 7.  | «Wedding Flowers»             | Clarke                         | 3:42     |  |
| 8.  | «Ghosts and Monsters»         | Clarke                         | 3:34     |  |
| 9.  | «My Addiction»                | Clarke                         | 4:30     |  |
| 10. | «Misery Pills»                | Clarke, Muscat, Nesmith, Scott | 5:02     |  |
| 11. | «Silver Bullets»              | Clarke                         | 4:03     |  |

## Miembros
- Gilby Clarke - voz y guitarra
- Jason Nesmith - guitarra
- Todd Muscat - bajo
- David Scott - batería